# Save Rock and Roll
Save Rock and Roll (dt. Rette den Rock Rock ’n’ Roll) ist das fünfte Studioalbum der US-amerikanischen Alternative-Rock-Band Fall Out Boy. Es erschien am 12. April 2013 bei Island Records.
Save Rock and Roll ist das erste Album der Band nach einer seit 2009 andauernden Trennungsphase. Es konnte sich in den USA sowie Kanada auf Platz eins der Albumcharts setzen.

## Entstehung und Veröffentlichung
Nachdem die Band im November 2009 ihr Best-of-Album Believers Never Die – Greatest Hits veröffentlichte, gab sie gleichzeitig bekannt, für unbestimmte Zeit eine Auszeit zu nehmen. Die einzelnen Bandmitglieder widmeten sich im Anschluss anderen Projekten. So traten Joe Trohman und Andy Hurley der Supergroup The Damned Things bei, Pete Wentz spielte in der Band Black Cards und Patrick Stump veröffentlichte mit Soul Punk ein Solo-Album. Keines dieser Projekte konnte an den vorherigen Erfolg von Fall Out Boy anknüpfen.
Die Arbeiten zum Album begannen Anfang 2012, als sich Stump und Wentz erstmalig zum Schreiben neuer Songs trafen. Diese Arbeiten wurden zunächst unter Verschluss gehalten, da sich keiner der Beteiligten sicher war, ob es zu einer neuen Veröffentlichung kommen wird.
Ein Großteil des Albums wurde zwischen Oktober 2012 und März 2013 in den Rubyred Studios in Los Angeles aufgenommen. Während bei den vorherigen Alben vor allem Neal Avron als Produzent verantwortlich war, übernahm dieses Mal Butch Walker diese Aufgabe. Zu Beginn der Aufnahmen gab es auf Twitter erstmals größere Spekulationen über eine Wiedervereinigung der Band, diese wurde aber erst am 4. Februar 2013 mit der Veröffentlichung der Single My Songs Know What You Did in the Dark (Light Em Up) bestätigt.
Neben Fall Out Boy haben die Musiker Big Sean, Courtney Love, Foxes und Elton John Gastauftritte auf dem Album, die ersten beiden waren auch in den Songwriting-Prozess involviert.
Das Album erschien in Europa am 12. April 2013, in den USA drei Tage später. Bereits am 7. April war das Album auf der Website der Band anhörbar. Laut Eigenaussage der Band geschah dies vor allem, da die meisten Alben vor der Veröffentlichung ohnehin geleakt werden.

## Artwork
Das Foto für das Albumcover stammt vom australischen Fotografen Roger Stonehouse. Auf dem Foto sind zwei Jungen zu sehen. Während der rechte Junge eine traditionelle buddhistische Kesa anhat, trägt der linke Junge Jeans, ein schwarzes T-Shirt und fingerlose Handschuhe mit Drachenmotiv, dazu raucht er eine Zigarette. Im Hintergrund ist ein Straßenmarkt zu sehen, in der Bildmitte befindet sich in weißer Schrift der Name der Band und des Albums.
Laut Eigenaussage der Band sind sie zu Beginn des Entstehungsprozesses zum Album auf das Foto gestoßen. Dabei gefiel ihnen der Kontrast zwischen Traditionellem und Neuen, da sie diese Diskrepanz auch musikalisch mit dem Album ausdrücken wollten, wählten sie das Foto aus.
Auf dem originalen Foto, welches in Myanmar entstanden ist, ist das T-Shirt des linken Jungen nicht vollständig schwarz, sondern zeigt das Cover des AC/DC-Albums Black Ice. Aus rechtlichen Gründen wurde das Bild jedoch bearbeitet.

## Musikvideos
Anstatt der üblichen Praxis, Musikvideos zu den jeweiligen Singleauskopplungen zu veröffentlichen, erhielt jeder Song des Albums ein eigenes Video. Diese erzählen eine zusammenhängende Geschichte, welche von der Band The Youngblood Chronicles genannt wurde. Als Inspiration für die episodenartige Erzählstruktur der Musikvideos diente vor allem Daft Punk’s Electroma der gleichnamigen Band. Als erstes Video erschien My Songs Know What You Did in the Dark (Light Em Up) am 4. Februar 2013 und somit zeitgleich zur Ankündigung, dass die Auszeit der Band vorüber sei. Die folgenden Videos wurden in unregelmäßigem Abständen veröffentlicht, das Finale bildete Save Rock and Roll am 21. Mai 2014. Am selben Tag wurden alle Videos in chronologischer Reihenfolge beim MTV-Ableger Palladia gezeigt.
Neben den am Album beteiligten Musikern haben auch der Rapper 2 Chainz sowie der Musiker Tommy Lee Gastauftritte in den Videos.

## Titelliste
1. The Phoenix (feat. London Symphony Orchestra) – 4:04
2. My Songs Know What You Did in the Dark (Light Em Up) – 3:06
3. Alone Together – 3:23
4. Where Did the Party Go – 4:03
5. Just One Yesterday (feat. Foxes) – 4:04
6. The Mighty Fall (feat. Big Sean) – 3:32
7. Miss Missing You – 3:31
8. Death Valley – 3:46
9. Young Volcanoes – 3:24
10. Rat a Tat (feat. Courtney Love) – 4:02
11. Save Rock and Roll (feat. Elton John, London Symphony Orchestra) – 4:41

## Beteiligte Musiker

### Fall Out Boy
- Patrick Stump: Gesang, Rhythmusgitarre, Keyboard
- Joe Trohman: Leadgitarre, Begleitgesang, Keyboard
- Pete Wentz: E-Bass, Begleitgesang
- Andy Hurley: Schlagzeug, Perkussion, Begleitgesang

### Weitere Musiker
- Big Sean: Sprechgesang (in The Mighty Fall)
- Butch Walker: Keyboard, Perkussion, Begleitgesang
- Courtney Love: Gesang (in Rat a Tat)
- Elton John: Gesang (in Save Rock and Roll)
- Foxes: Gesang (in Just One Yesterday)
- Jake Sinclair: Keyboard, Perkussion, Begleitgesang
- London Symphony Orchestra: Orchester (in The Phoenix und Save Rock and Roll)

## Rezeption

### Kritiken
Von Kritikern erhielt Save Rock and Roll überwiegend positive Bewertungen. Auf Metacritic erhielt das Album basierend auf 18 Rezensionen eine aggregierte Gesamtbewertung von 75 %, was dem Prädikat “generally favorable” (dt. „im Allgemeinen positiv“) entspricht.
In englischsprachigen Medien wurde Save Rock and Roll mehrheitlich positiv besprochen. Kyle Ryan von The A.V. Club sieht das Album als „positive Überraschung“. Er erkennt in dem Album einen Wandel der Band hin zur Popmusik, dieses Genre würde Fall Out Boy aber sehr gut bedienen. Als Bewertung vergibt er die US-amerikanische Schulnote B+, was einem Wert von 83 % entspricht. Von Allmusic erhält Save Rock and Roll vier von fünf Sternen. Stephen Thomas Erlewine, der für die Kritik verantwortlich war, merkt an, dass die Band es erfolgreich schaffe, die musikalischen Trends der vergangenen fünf Jahre in das Album einfließen zu lassen. Ebenso lobt er das Spiel zwischen Ernsthaftigkeit und Selbstironie, welches sich auf dem Album finden lasse. Auch Jason Lipshutz von Billboard bewertet Save Rock and Roll mit vier von fünf möglichen Sternen. Seiner meiner Meinung nach gehe die Band mit der Abkehr vom Pop-Punk ein Risiko ein, welches größtenteils aufgeht. Gleichzeitig merkt er an, dass das Album „Höhen und Tiefen“ aufweise, insbesondere die Kollaborationen mit den anderen Musikern würden dabei oftmals weniger gut funktionieren.
Von The Guardian erhält das Album drei von fünf Sternen. Kritiker Dave Simpson meint, dass die Band insgesamt erwachsener wirke, dennoch greife Save Rock and Roll größtenteils auf altbewährte Elemente zurück. Eine abweichende Meinung besitzt Punknews. Mit dem Album seien Fall Out Boy endgültig im Mainstream angekommen, wodurch die Band kaum noch von anderen Musikern im Radio zu unterscheiden sei. Auch in dieser Rezension werden die Gastauftritte negativ bewertet. In der Endabrechnung kommt Save Rock and Roll auf 1,5 von 5 Sternen und wird als „Gräueltat“ bezeichnet.
Im deutschsprachigen Raum hingegen wurde das Album wesentlich negativer bewertet. Plattentests.de vergibt fünf von zehn Punkten. Kritiker Jochen Gedwien stört vor allem der Titel, da das Album selbst wenig mit Rock ’n’ Roll zu tun habe, es wirke stattdessen vor allem „zu sauber und konstruiert“. Gil Bieler von Laut.de bewertet das Album mit zwei von fünf möglichen Sternen. Zwar findet sie Lob für die Songtexte, kritisiert aber vor allem, dass das Album wenig Abwechslung besitze, da ein Großteil der Songs ähnlich klinge und überproduziert sei. Für Rock Hard benotet Michael Rensen das Album mit 3,5 von 10 Punkten und schreibt einen Verriss auf das Album. Save Rock and Roll sei für ihn ein „völlig seelenloser Dance-Pop-Einzeller, bei dem einem das kalte Kotzen kommt“. Eine noch schlechtere Bewertung stammt mit zwei von möglichen zwölf Punkten von Visions. Kritikerin Britta Helm bemängelt vor allem, dass die Instrumente der Band kaum zu hören seien, stattdessen dominieren am Computer erzeugte Produktionen.

### Preise
The Phoenix wurde bei den Kerrang! Awards 2013 als beste Single ausgezeichnet, My Songs Know What You Did in the Dark (Light Em Up) war in derselben Kategorie nominiert. Die Band selbst war in der Kategorie beste internationale Band nominiert, musste sich aber All Time Low geschlagen geben.
Bei den Alternative Press Music Awards 2014 war Save Rock and Roll als Album des Jahres nominiert, unterlag dort aber dem Album Sempiternal von Bring Me the Horizon. Fall Out Boy selbst gewann jedoch die Auszeichnung für den Künstler des Jahres.

## Singleauskopplungen
My Songs Know What You Did in the Dark (Light Em Up), die erste Single des Albums, erreichte in Großbritannien Platz 5, in Neuseeland und den USA Platz 13, in Kanada Platz 19, in Australien Platz 30, in Flandern Platz 33, in den Niederlanden Platz 63 sowie in Frankreich Platz 90.
Mit The Phoenix platzierte sich ein weiterer Songs in den Single-Charts von Großbritannien (Platz 36), Kanada (Platz 73) und den USA (Platz 80),
Auch Alone Together erreichte mit Rang 40 in Australien, Rang 71 in den USA sowie Rang 90 in Großbritannien Chartplatzierungen.
Die letzte Singleauskopplung, Young Volcanoes, platzierte sich nur in den britischen Charts, dort wurde die Position 64 erreicht.

## Kommerzieller Erfolg

### Chartplatzierungen
Im Heimatland der Band, den Vereinigten Staaten, erreichte das Album Platz eins der Album-Charts und konnte sich 149 Wochen lang in den Top 200 halten. Auch in Kanada erreichte das Album die Spitzenposition. Mit Platz zwei in Australien und Neuseeland sowie Platz zehn in Österreich wurden weitere Top-Ten-Ergebnisse erzielt. Weitere Einstiege in die Alben-Charts erfolgten in Deutschland (Platz 15), Frankreich (Platz 25), Dänemark (Platz 27), der Schweiz (Platz 31), Finnland (Platz 37), Norwegen (Platz 40), Flandern (Platz 41), den Niederlanden (Platz 48), Wallonien (Platz 60) sowie Spanien (Platz 67).
| ChartsChartplatzierungen       | Höchstplatzierung | Wochen |
| ------------------------------ | ----------------- | ------ |
| Deutschland (GfK)              | 15 (3 Wo.)        | 3      |
| Österreich (Ö3)                | 10 (4 Wo.)        | 4      |
| Schweiz (IFPI)                 | 31 (2 Wo.)        | 2      |
| Vereinigte Staaten (Billboard) | 1 (149 Wo.)       | 149    |
| Vereinigtes Königreich (OCC)   | 2 (39 Wo.)        | 39     |

| ChartsJahrescharts (2013)      | Platzierung |
| ------------------------------ | ----------- |
| Vereinigte Staaten (Billboard) | 59          |
| Vereinigtes Königreich (OCC)   | 89          |

| ChartsJahrescharts (2014)      | Platzierung |
| ------------------------------ | ----------- |
| Vereinigte Staaten (Billboard) | 81          |

| ChartsJahrescharts (2015)      | Platzierung |
| ------------------------------ | ----------- |
| Vereinigte Staaten (Billboard) | 91          |

### Auszeichnungen für Musikverkäufe
| Land/Region                  | Auszeichnungen für Musikverkäufe (Land/Region, Auszeichnung, Verkäufe) | Verkäufe  |
| ---------------------------- | ---------------------------------------------------------------------- | --------- |
| Dänemark (IFPI)              | Gold                                                                   | 10.000    |
| Kanada (MC)                  | Gold                                                                   | 40.000    |
| Neuseeland (RMNZ)            | Platin                                                                 | 15.000    |
| Singapur (RIAS)              | Gold                                                                   | 5.000     |
| Vereinigte Staaten (RIAA)    | Platin                                                                 | 1.000.000 |
| Vereinigtes Königreich (BPI) | Platin                                                                 | 300.000   |
| Insgesamt                    | 3× Gold · 3× Platin ·                                                  | 1.370.000 |